# 29 juillet 1938
Le vendredi 29 juillet 1938 est le 210e jour de l'année 1938.

## Naissances
- Enzo G. Castellari, cinéaste italien
- Fritz Ligges (mort le 21 mai 1996), cavalier de concours complet et saut d’obstacles allemand
- Jean Rochon, personnalité politique canadienne
- Klaus Töpfer, politicien allemand
- Pedro Zaballa (mort le 4 juin 1997), footballeur espagnol
- Peter Jennings (mort le 7 août 2005), journaliste et présentateur de télévision américain
- Vicente Rondón (mort le 28 décembre 1992), boxeur vénézuélien

## Décès
- Boris Choumiatski (né le 16 novembre 1886), homme politique soviétique
- David Kandelaki (né en octobre 1895), homme politique et diplomate soviétique
- Iakov Arkadievitch Iakovlev (né le 21 juin 1896), homme politique soviétique
- Jānis K. Bērziņš (né le 25 novembre 1889), membre des services soviétiques d'origine lettonne
- Ian Roudzoutak (né le 15 août 1887), homme politique soviétique
- Nikolai Krylenko (né le 14 mai 1885), révolutionnaire bolchevik
- Ossip Piatnitski (né le 29 janvier 1882), militant bolchevik
- Pavel Dybenko (né le 28 février 1889), officier soviétique

## Événements
- Début de al bataille du lac Khassan